# امکا اوپارا
امکا اوپارا (انگلیسی: Emeka Opara؛ زادهٔ ۲ دسامبر ۱۹۸۴) بازیکن فوتبال اهل نیجریه است.

## باشگاهی
از باشگاه‌هایی که در آن بازی کرده‌است می‌توان به باشگاه ورزشی النصر کویت، باشگاه فوتبال ستاره ساحلی، باشگاه فوتبال کانو پیلارز، باشگاه فوتبال کایزرسلاوترن، باشگاه فوتبال خزر لنکران، و باشگاه فوتبال قره‌باغ اشاره کرد. اشاره کرد.